# 长枝节节木
长枝节节木（学名：Arthrophytum iliense）为苋科节节木属的植物。分布于哈萨克斯坦以及中国大陆的新疆等地，多生长在阳山坡，目前尚未由人工引种栽培。